# Антанас Жмуйдзінавічус
Антанас Жмуйдзінавічус (лит. Antanas Žmuidzinavičius, 19 жовтня 1876, с. Сейріяй, нині Лаздийського району, Литва — 9 серпня 1966, Каунас, Литва) —  литовський художник, живописець.

## Біографія

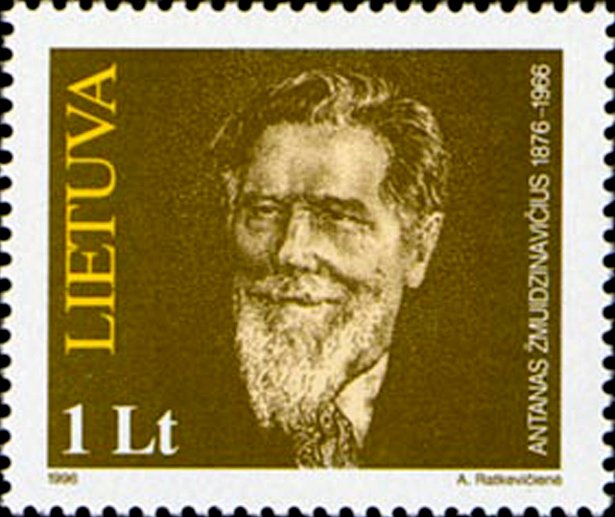
А. Жмуйдзінавічюс на поштовій марці Литви. 1996 р.

Навчався в учительській семінарії (1890 — 1894), після закінчення якої працював учителем в школах  Польщі. Живопису навчався в приватних школах у  Варшаві (1898 — 1901) і в Парижі (1905 — 1906). З 1902 року брав участь у виставках. З 1906 року жив у  Вільнюсі, у 1907 році став, разом з М. К. Чюрльонісом, П. Калпокасом, П. Римшою, До. Склерюсом, одним з організаторів першої виставки литовського мистецтва і одним із засновників Литовського мистецького товариства. Був головою товариства до його заборони і скасування у 1934 р.
У 1908 — 1912 роках і пізніше в країнах Західної Європи і США писав картини, влаштовував свої виставки, читав лекції з литовського мистецтва.
У 1919 році влаштувався в Каунасі. Викладав у Художній школі (1926 — 1940), після Другої світової війни в Інституті прикладного та декоративного мистецтва (1944 — 1951; професор з 1947), Політехнічному інституті (1953 — 1957). В 1951 — 1953 викладав у  Вільнюській художній академії). Написав книгу спогадів «Палітра і життя» ("Paletė ir gyve").
Похований на  Петрашунському кладовищі в Каунасі .

## Творчість
Писав переважно пейзажі, пронизані ліризмом і з часткою алегоричності та ідеалізацією природи: «Німан перед грозою» (1912), «Вихованці Німану» (1927), «Дві сосни» (1930), «Ліс - державі» (1948) (всі в Каунаському художньому музеї ім. М. К. Чюрльоніса); цикл картин «Тут буде Каунаське море» (1953 - 1965). Писав також портрети (наприклад, Тадаса Даугірдаса), фігурні композиції, оформляв книги, створював плакати.
Входив до складу комісії разом з  Йонасом Басанавічюсом і Тадасом Даугірдасом, що виробила проект литовського прапора, схвалений Радою Литви 19 квітня 1918 року. Найбільш суттєві риси проекту лежать в основі нинішнього Державного  прапора Литви. Брав участь також в розробці  Державного герба Литви.
Загальна кількість його робіт сягає 2000.
Правнук Антанаса Жмуйдзінавічюса - Ромас Жмуйдзінавічюс. В даний час живе і працює у Вільнюсі.

## Музей чортів
У будинку в Каунасі (споруджений у 1929), в якому жив художник, з 1966 діє меморіальний музей, частину експозиції якого склала зібрана ним колекція масок і витворів малої пластики, що зображають  чортів. Нині єдиний відомий «Музей чортів» (лит.  Velnių muziejus) розташовується у зведеній в 1982 році у прибудові до Будинку-музею Жмуйдзінавічюса і налічує понад 3000 експонатів.

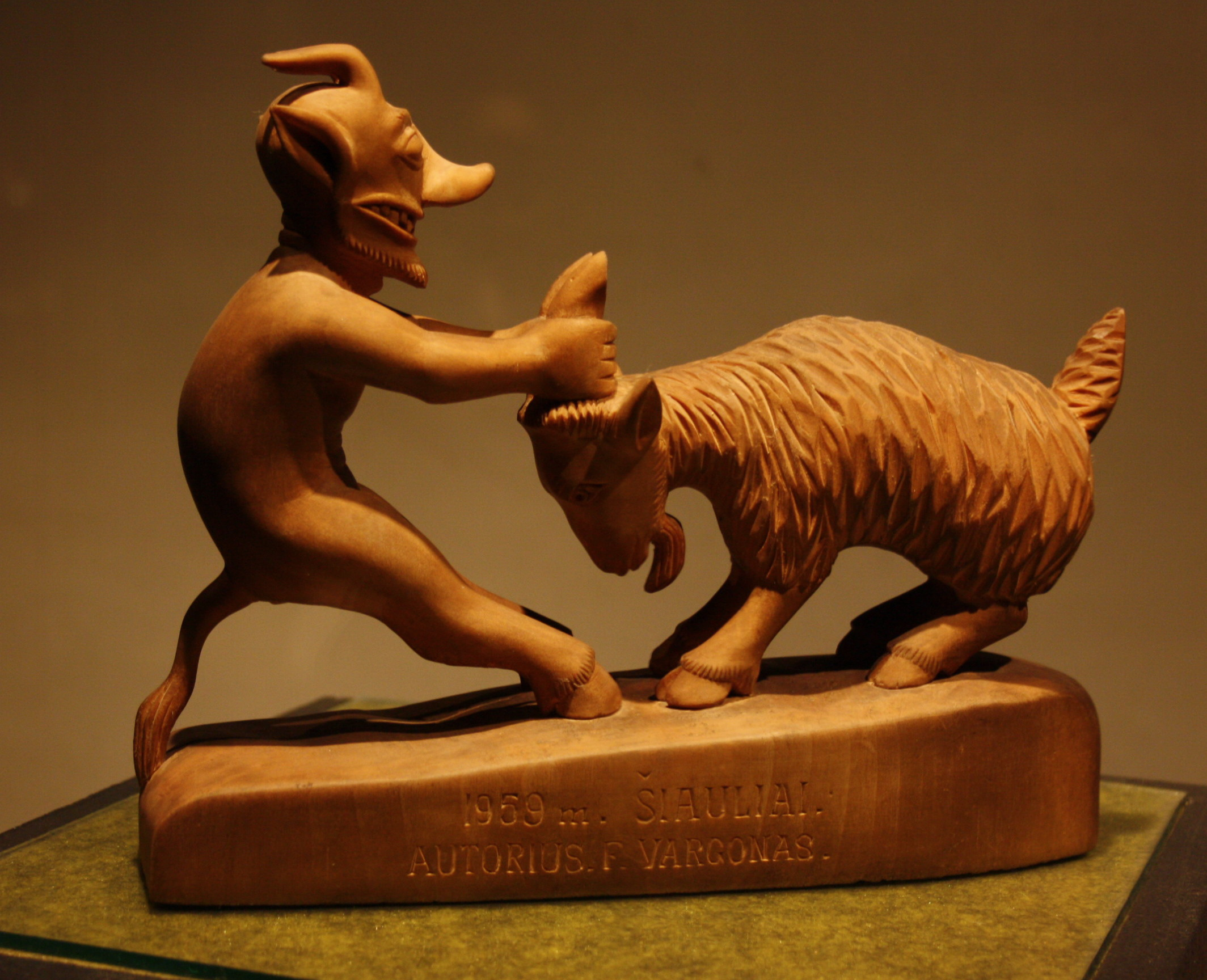
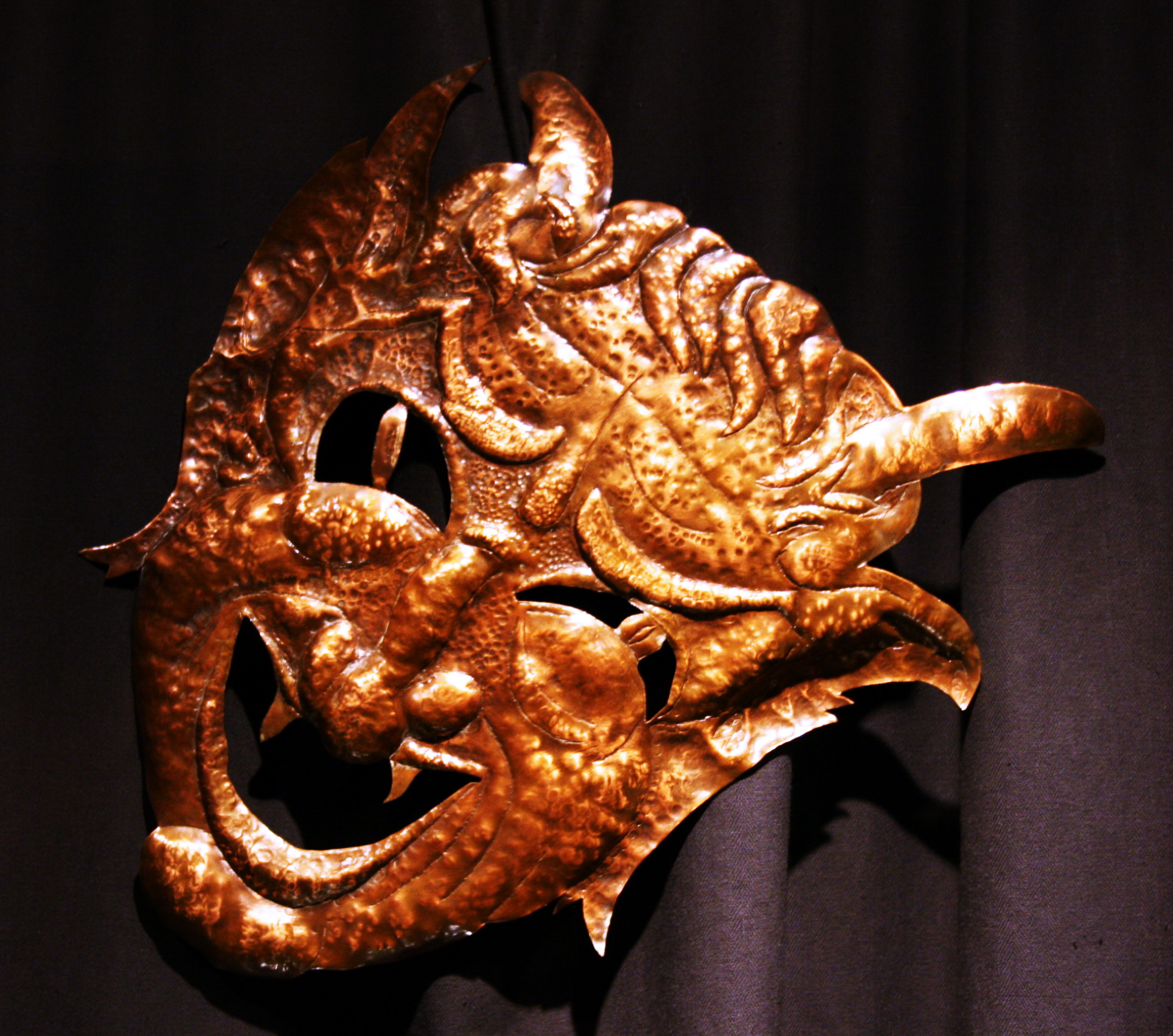
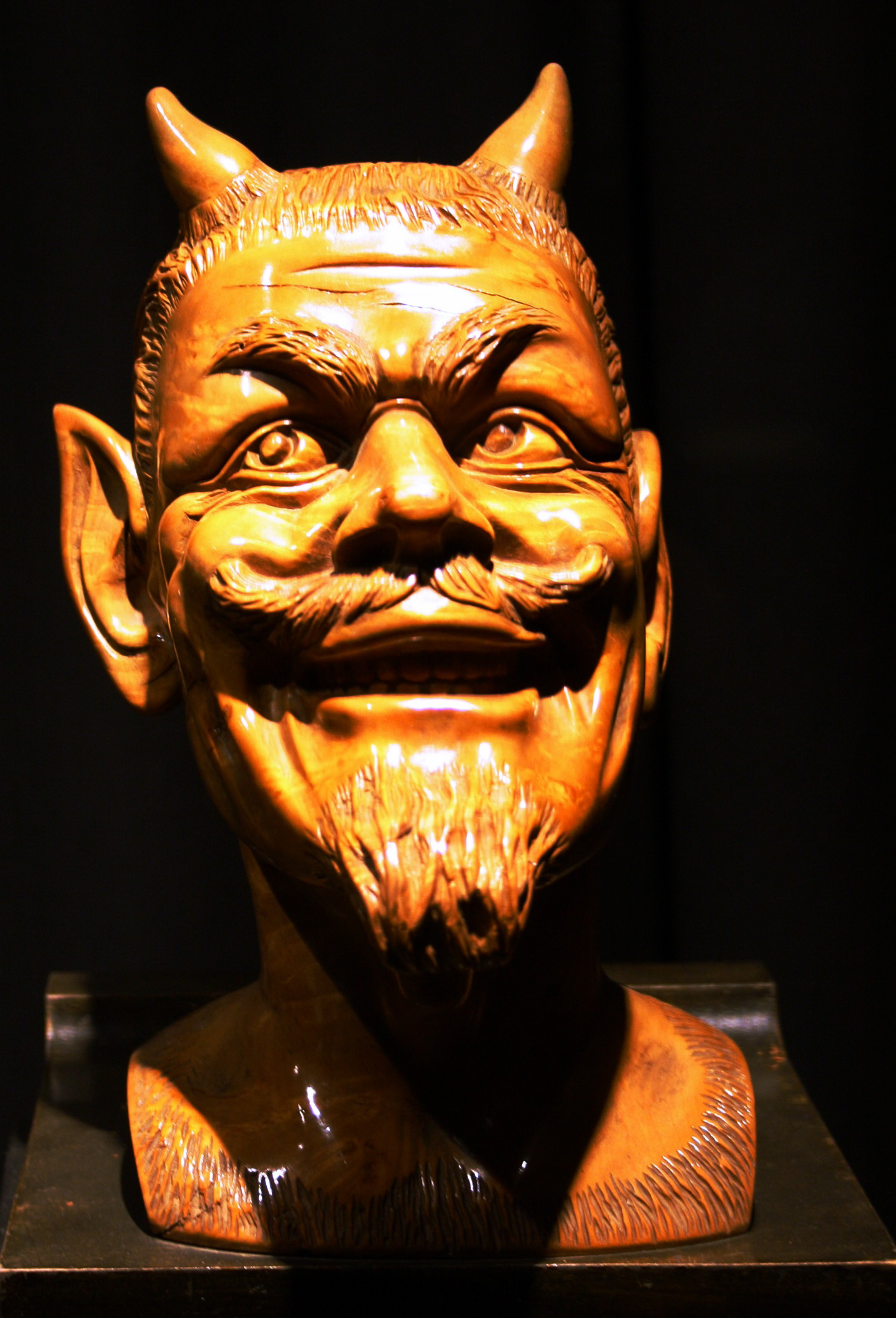
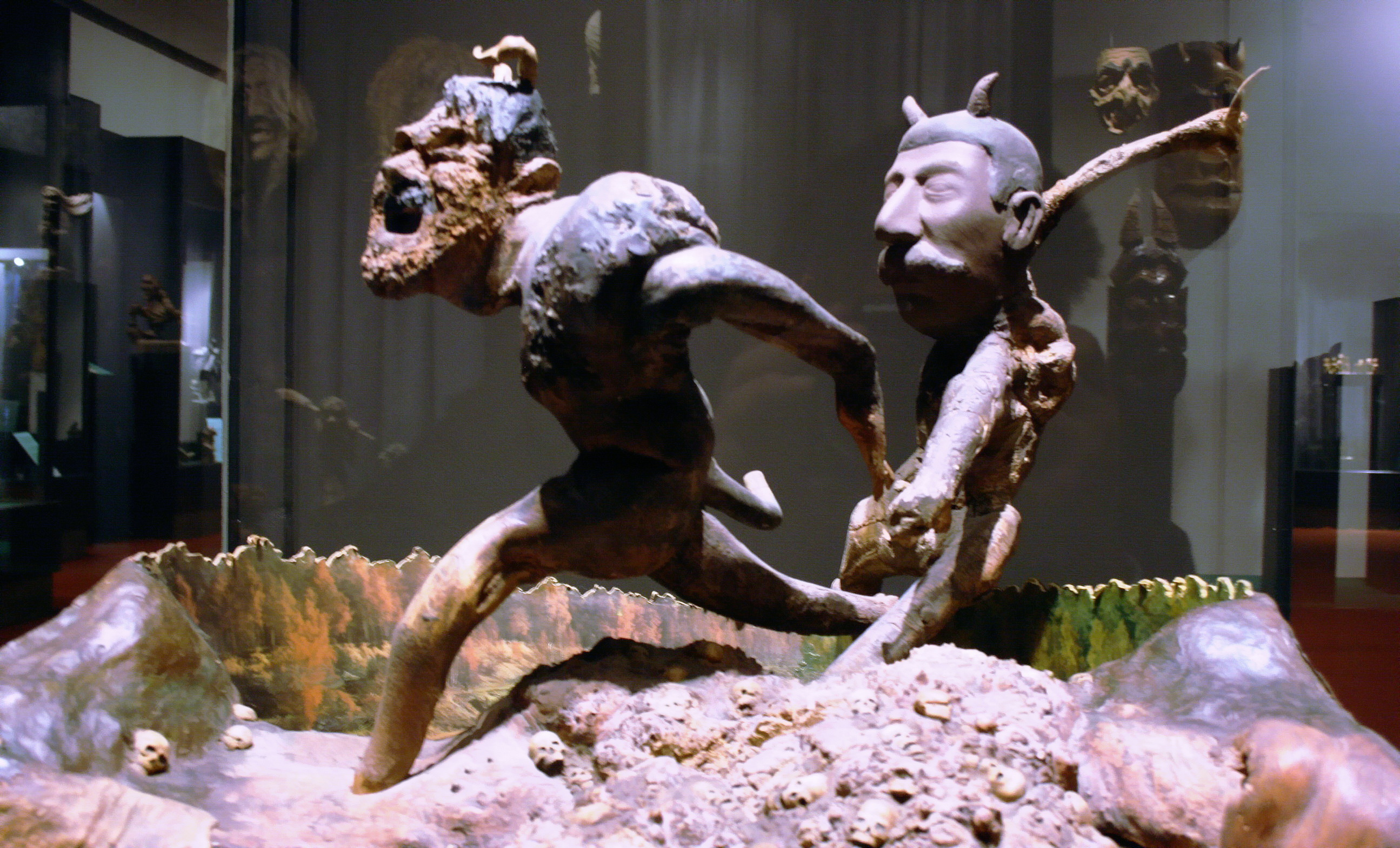
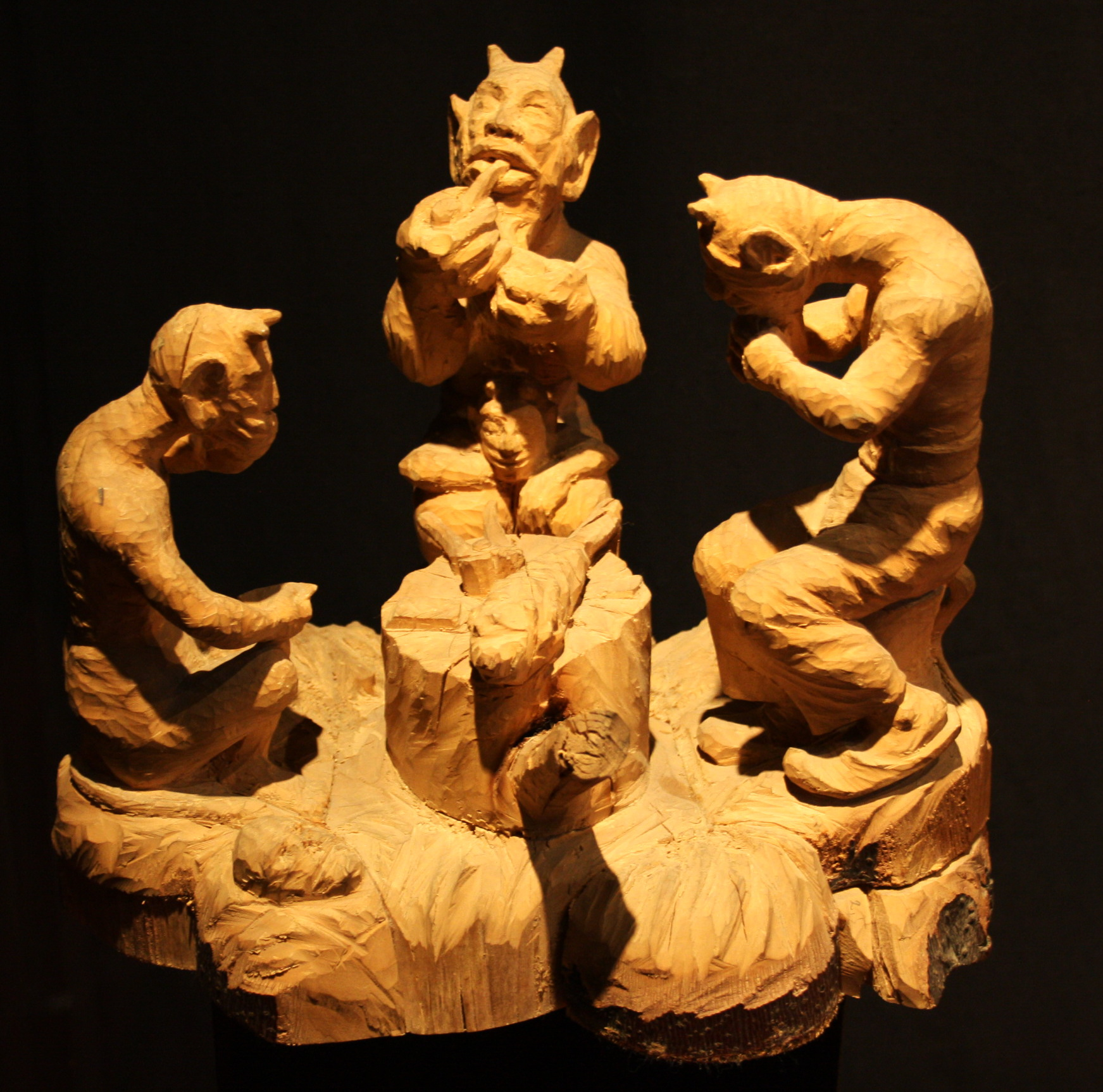
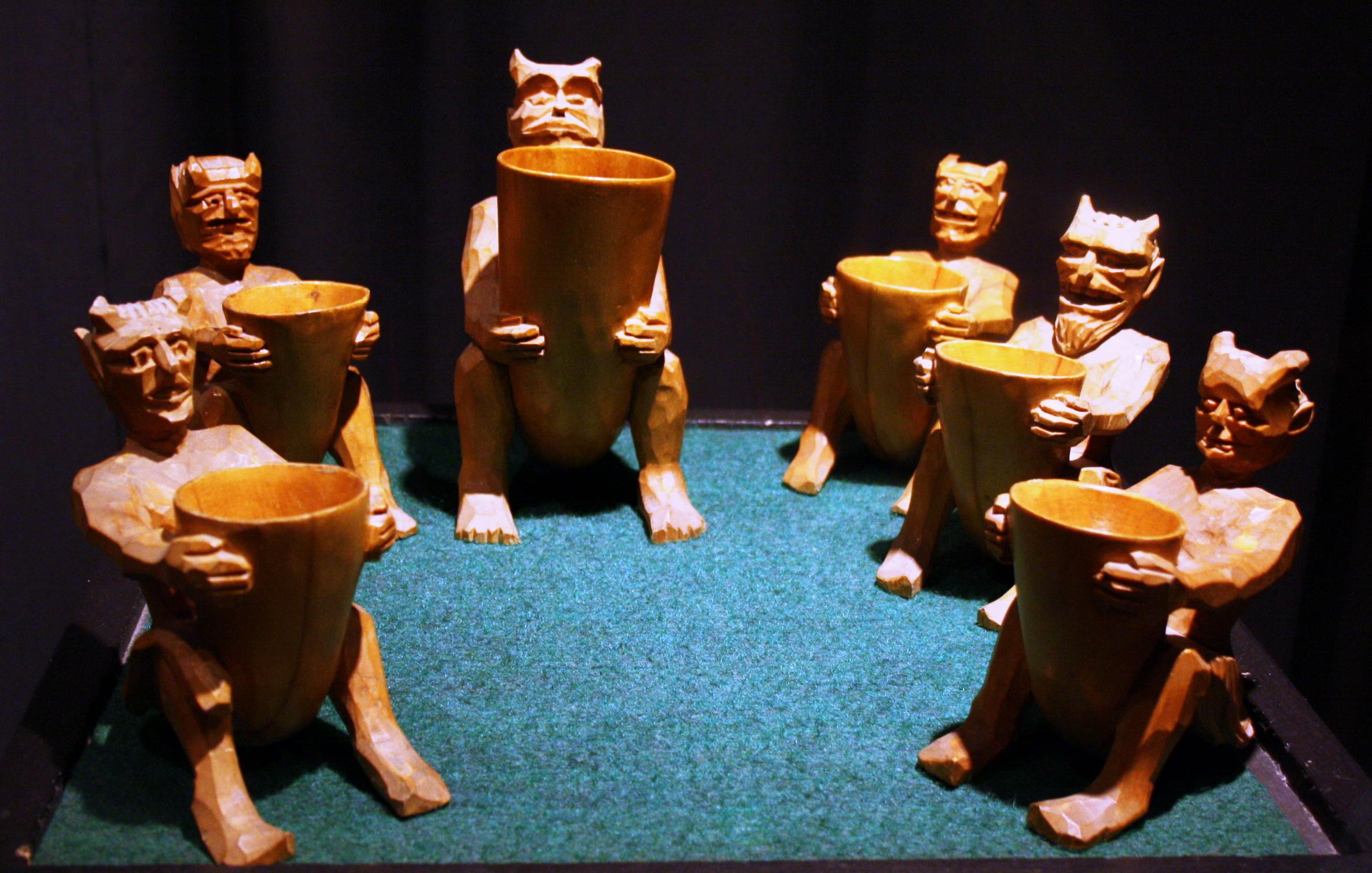
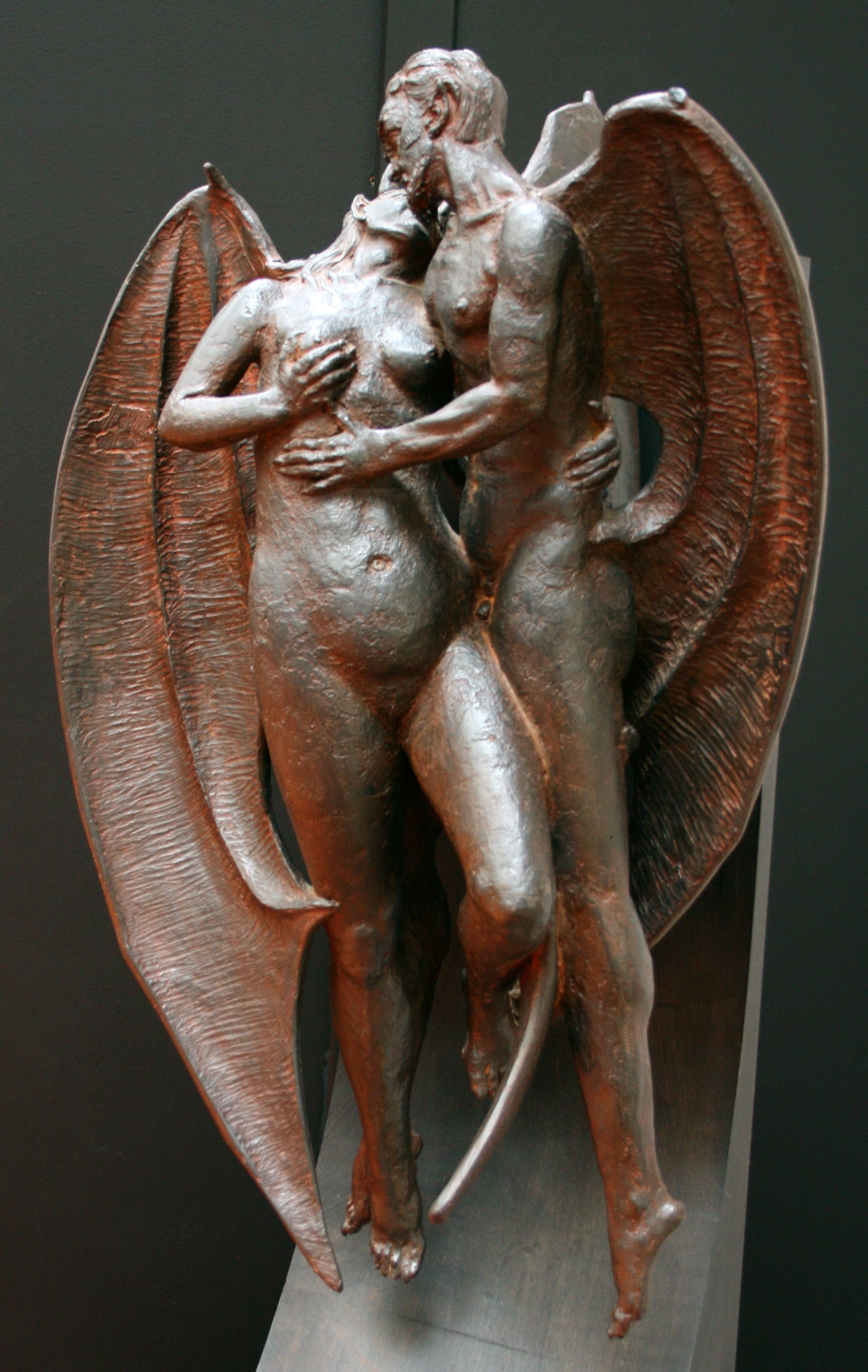
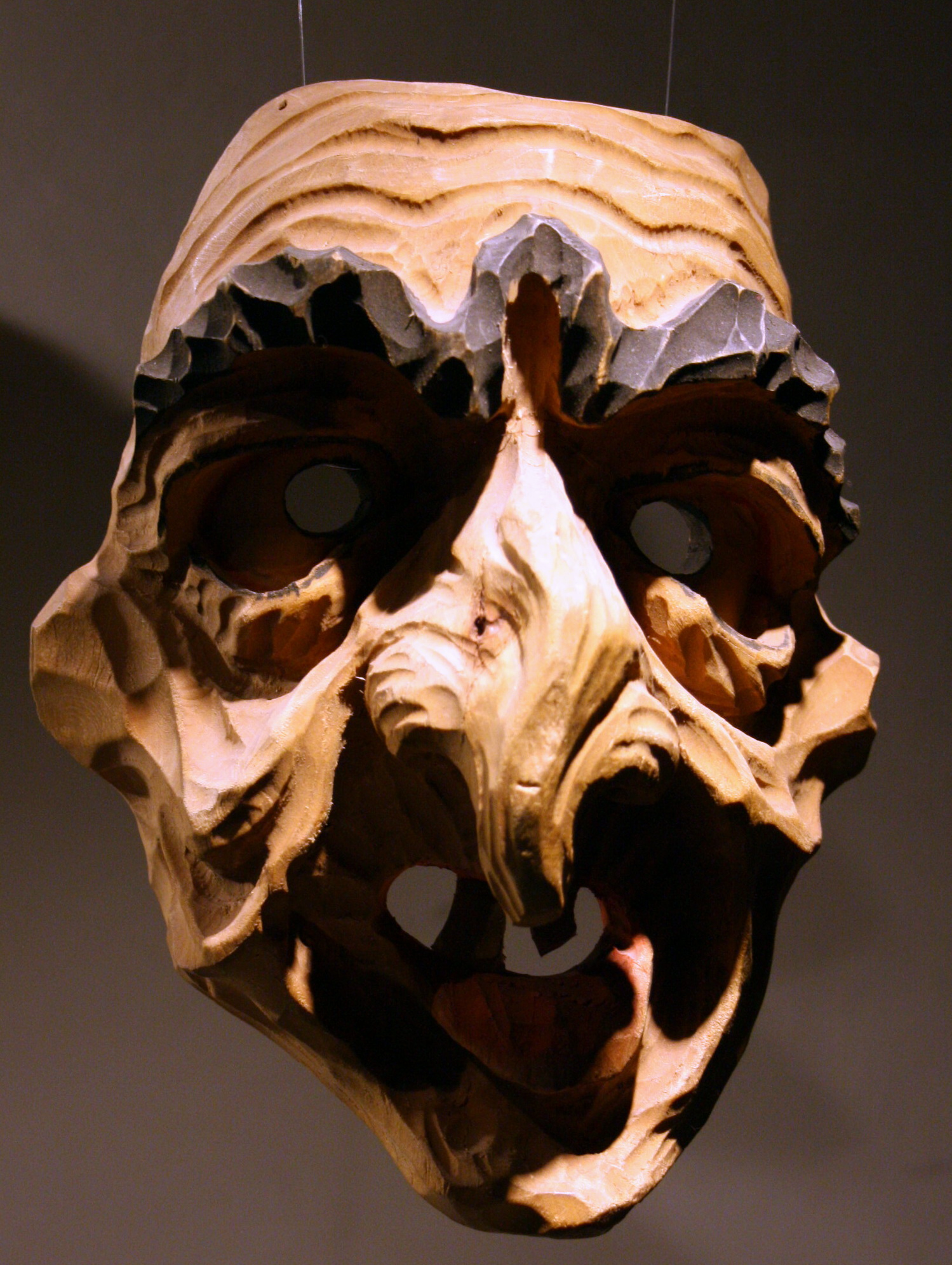